# Роса Годой
Роса Ліліана Годой (ісп. Rosa Liliana Godoy; 19 березня 1982) — аргентинська легкоатлетка, що спеціалізується з бігу на довгі дистанції. Переможець і призер континентальних спортивних змагань, олімпійка.

## Виступи на Олімпіадах
| Олімпіада           | Дисципліна       | Місце |
| ------------------- | ---------------- | ----- |
| Ріо-де-Жанейро 2016 | марафонський біг | 110   |